# یانیس آندریانوپولوس
یانیس آندریانوپولوس (انگلیسی: Giannis Andrianopoulos؛ ۱۹۰۰ – ۶ نوامبر ۱۹۵۲) بازیکن فوتبال اهل یونان بود.
از باشگاه‌هایی که در آن بازی کرده‌است می‌توان به باشگاه فوتبال المپیاکوس اشاره کرد.
وی همچنین در تیم ملی فوتبال یونان بازی کرده‌است.